# Страка, Франтишек
Франтишек «Франц» Стра́ка (чеш. František Straka; род. 28 мая 1958 или 21 мая 1958, Ческе-Будеёвице, Ческе-Будеёвице) — чехословацкий футболист, выступавший на позиции защитника; ныне — тренер.

## Карьера

### Игрок
Воспитанник клуба «Динамо» из Ческе-Будеёвице. В 1977 году перешёл в ВТЖ Тахов из Второй лиги Чехии по футболу. В 1988 году дебютировал за Боруссию (Менхенгладбаха) против «Кайзерслаутерн». 6 мая 1989 года против «Байер Юрдинген» забил первый гол за команду. В 1991 году стал футболистом «Ганзы» из Ростока, дебютировал на позиции левого защитника в матче против «Нюрнберга».
В июне 1992 года перешёл в клуб второй бундеслиги «Вупперталь», 15 октября против «Фрайбурга» забил первый гол за команду, использовался на позиции центрального защитника. В конце сезона 1993/1994 не появлялся на футбольном поле. Закончил игровую карьеру в клубе Виктория (Кёльн).

### Тренер
После завершения игровой карьеры, начал тренерскую, был главным тренером «Вупперталь», асс. и позже главным тренером «Теплице», пражской Спарты и Рот-Вайсс, тренировал в Австрии, Словакии и Греции. В 2009 году был назначен и. о. главного тренера сборной Чехии, после товарищеского матча против Мальты, был отправлен в отставку.
В июне 2010 года, возглавил австралийский «Норт Квинсленд Фьюри». Получил симпатии болельщиков за общительность и вкус в одежд е. Из-за клубного банкротства не смог продолжить работу. После слухов о назначение на пост главного тренера «Мельбурн Сити» вместо Эрни Меррика, стал тренером польского клуба Экстракласса «Арка». В 2011 году заменил Михаля Петроушу в Славии Прага. Его назначение вызвало недовольство со стороны ультрас Спарта (Прага), которые расценили такой переход как предательство. Спустя полгода, в марте 2012 года, Страка подал в отставку. После годичного перерыва вернулся на тренерскую должность в клуб нижней части таблицы «Пршибрам». В декабре 2016 года, подписал 1,5 годовой контракт с египетским «Исмаили», первый клуб из Африки в тренерской карьере.

## Национальная сборная
Выступал за сборную Чехословакии по футболу. 26 октября 1983 года дебютировал за сборную против Болгарии. Попал в заявку сборной на чемпионат мира 1990 года в Италии, сыграл в матче группового этапа против США, 1/8 финала против Коста-Рики и 1/4 финала против Германии.

## Достижения
Теплице
- Кубок Чехии: 2002/2003

 Спарта (Прага)
- Кубок Чехии: 2003/2004

 Слован (Братислава)
- Суперкубок Словакии по футболу: 2014